# Corynosoma curiliensis
Corynosoma curiliensis är en hakmaskart som beskrevs av Ivan Alekseevich Gubanov 1942. Corynosoma curiliensis ingår i släktet Corynosoma och familjen Polymorphidae. Inga underarter finns listade i Catalogue of Life.